# Hitler, le règne de la terreur
Pour plus de détails, voir Fiche technique et Distribution.

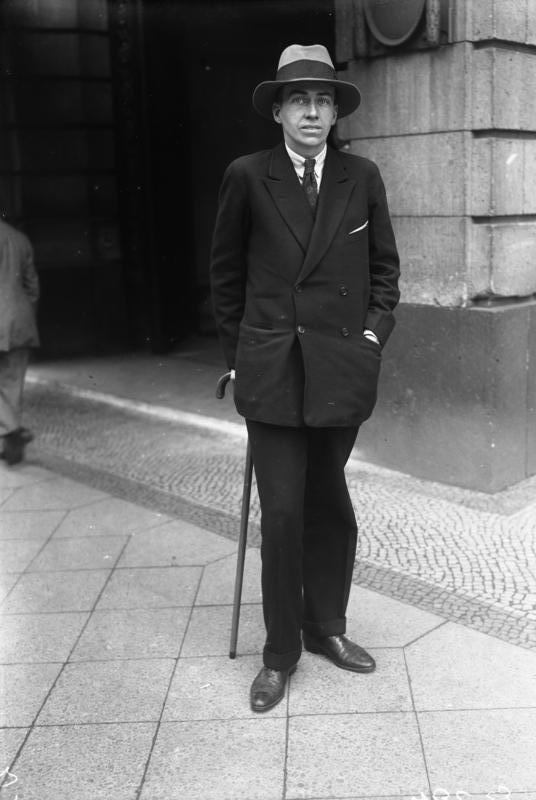
Cornelius Vanderbilt IV en 1926.

Hitler, le règne de la terreur (titre original : Hitler's Reign of Terror) est un film documentaire réalisé par Cornelius Vanderbilt IV et Michael Mindlin sorti en 1934.
Ce film indépendant du Pré-Code est considéré comme ayant été le premier film américain anti-nazi,.

## Synopsis
Le film s'ouvre sur des images d'actualités où Samuel Seabury, le rabbin Stephen Wise, la romancière Fannie Hurst et Edward Neary (chef de l'American Legion) dénoncent le nazisme lors d'une manifestation. Vient ensuite la reconstitution d'un appel téléphonique entre Cornelius Vanderbilt IV, en Allemagne, et le narrateur, Edwin C. Hill, à New York, qui lui demande d'enquêter. Suit une parade de personnes portant des torches à Berlin, sur fonds d'autodafés de livres écrits par des auteurs juifs ou bien traitant de politique. Vanderbilt rencontre Hill et ils s'enfuient, parlant des problèmes de l'Allemagne. Il y a ensuite une interview reconstituée entre Hitler et Vanderbilt. Viennent alors des images d'archive de la Première Guerre mondiale et de la ville natale d'Hitler. Vanderbilt va ensuite voir le chancelier Engelbert Dollfuss à Vienne, et il montre plusieurs nazis autrichiens dans des émeutes. Dans une reconstitution, le passeport de Vanderbilt est volé et il y a plusieurs séquences montrant des nazis maltraitant des Juifs. Dans une autre reconstitution, Vanderbilt interviewe Guillaume de Prusse et on voit encore des autodafés, ainsi qu'Helen Keller parlant de ses livres brûlés. Puis une conversation entre Guillaume II d'Allemagne et Louis-Ferdinand de Prusse est reconstituée, suivie d'autres discours anti-nazis. À la fin du film, Hill et le représentant Samuel Dickstein s'adressent directement au spectateur pour le mettre en garde contre le nazisme.

## Galerie de photos

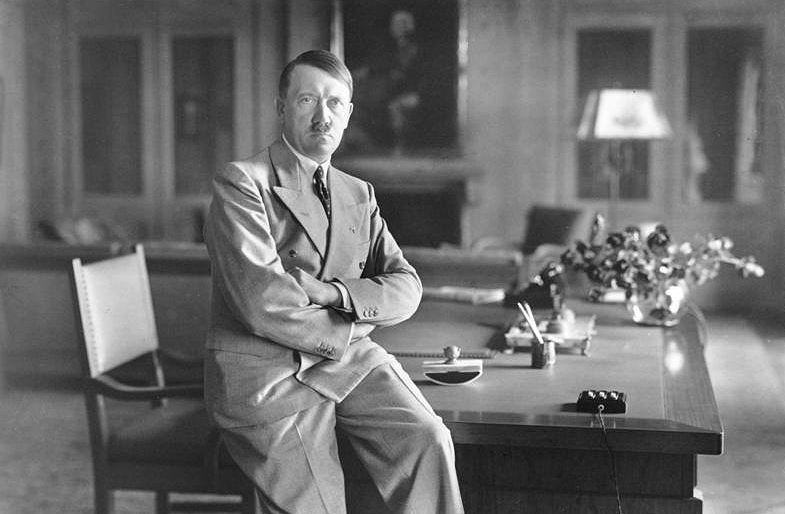
Hitler en 1933.
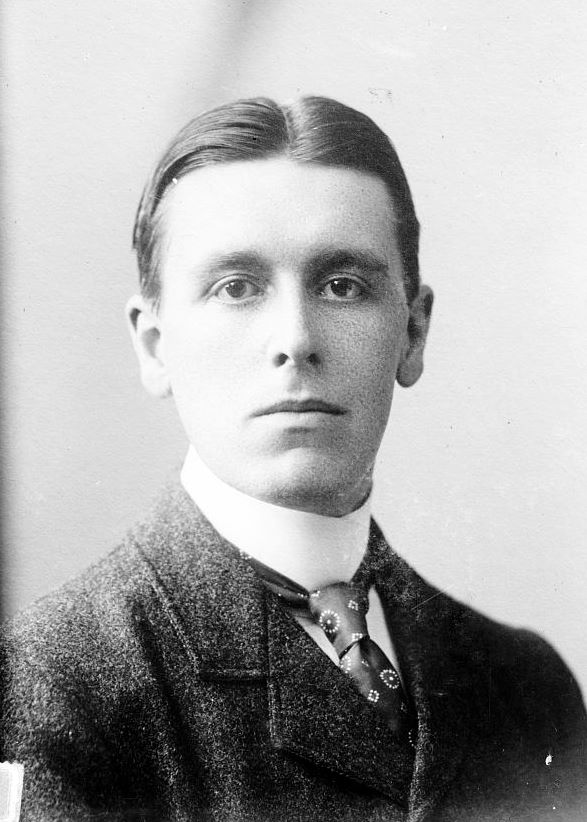
Samuel Seabury
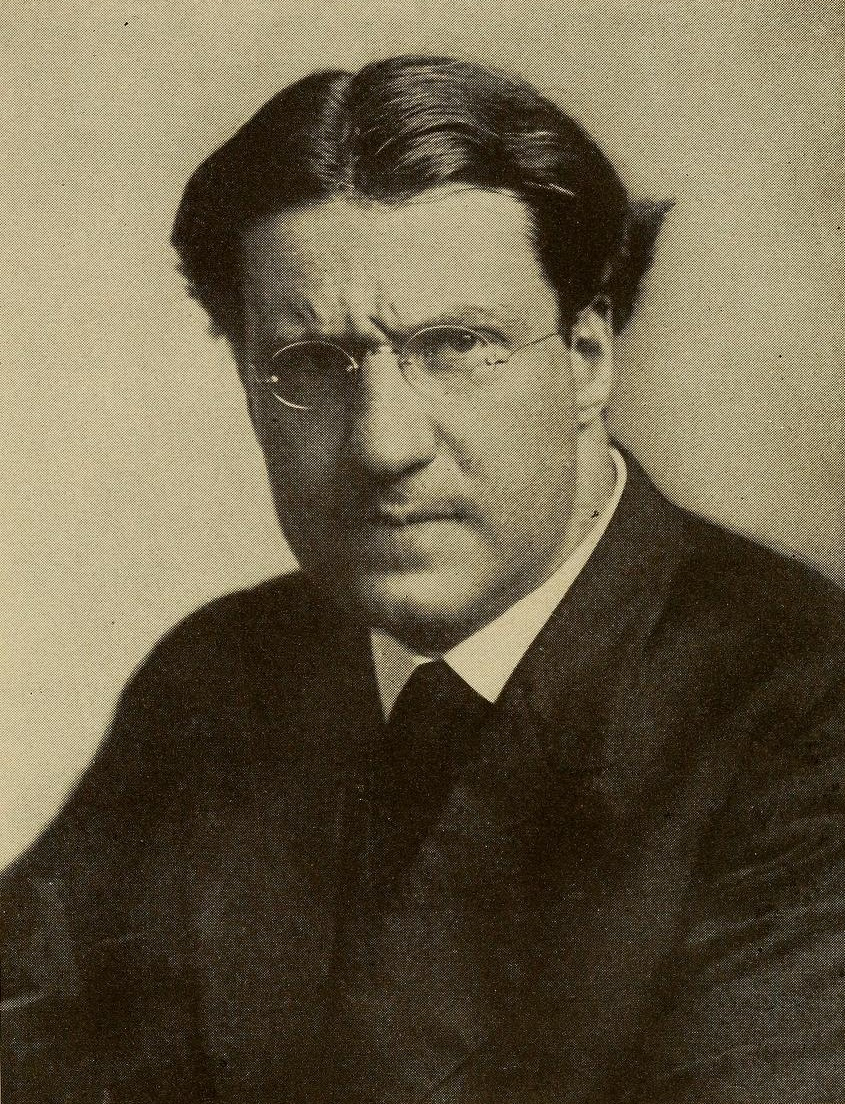
Stephen Wise
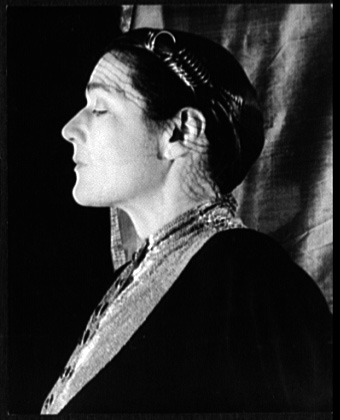
Fannie Hurst
Helen Keller
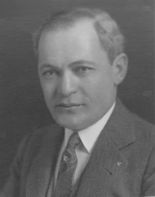
Samuel Dickstein
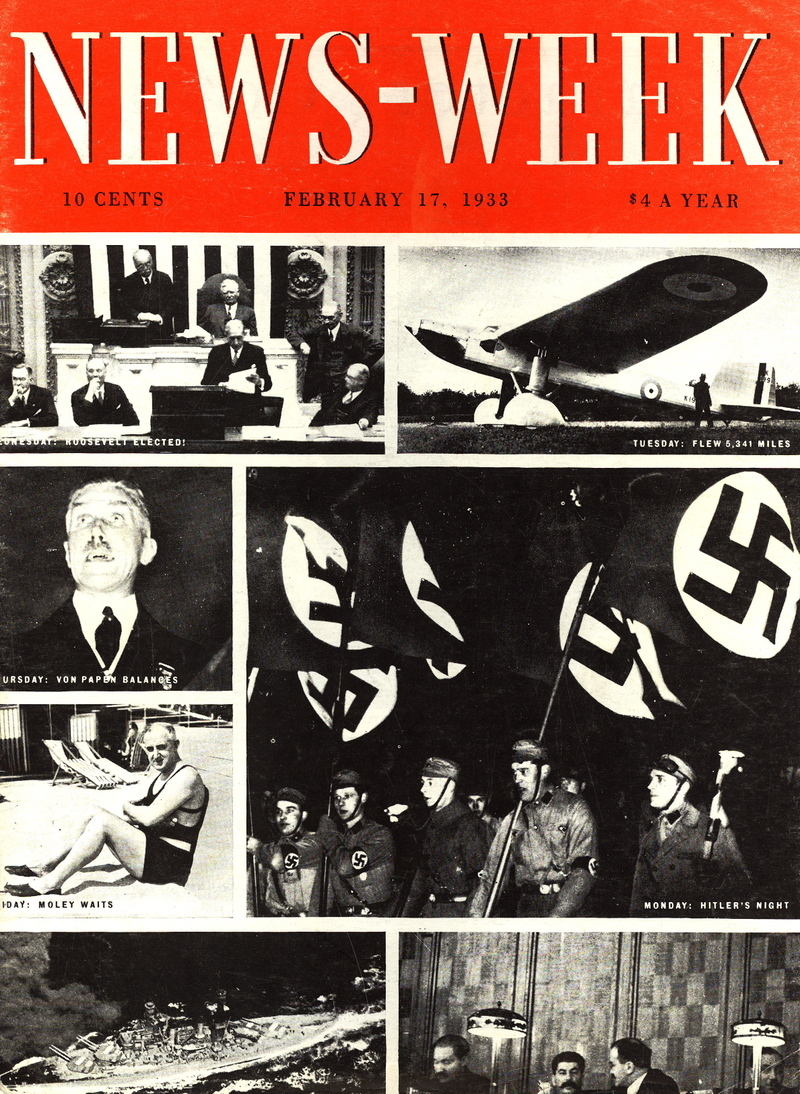
Couverture du 1er News-Week en 1933

## Fiche technique
- Titre : Hitler's Reign of Terror
- Réalisation : Cornelius Vanderbilt IV et Michael Mindlin
- Cinématographie : Cornelius Vanderbilt IV
- Narrateur : Edwin C. Hill[7]
- Montage : Sam Rosen
- Pays de production :  États-Unis
- Producteurs : Joseph Seiden[8], Sammuel Cummins (Eureka Productions)
- Distributeur : Jewel
- Format : Noir et blanc - 1,37:1 - Mono
- Genre : Documentaire
- Durée : 55 minutes
- Date de sortie :
  - États-Unis : 30 avril 1934 au Mayfair, un théâtre indépendant de Broadway à New York

## Naissance du film
Vanderbilt, héritier d'une riche famille, était aussi journaliste et avait fait un tour d'Europe en 1933 d'où il rapporta quelques images. Le titre serait dû au producteur, Sammuel Cummins.

## Diffusion

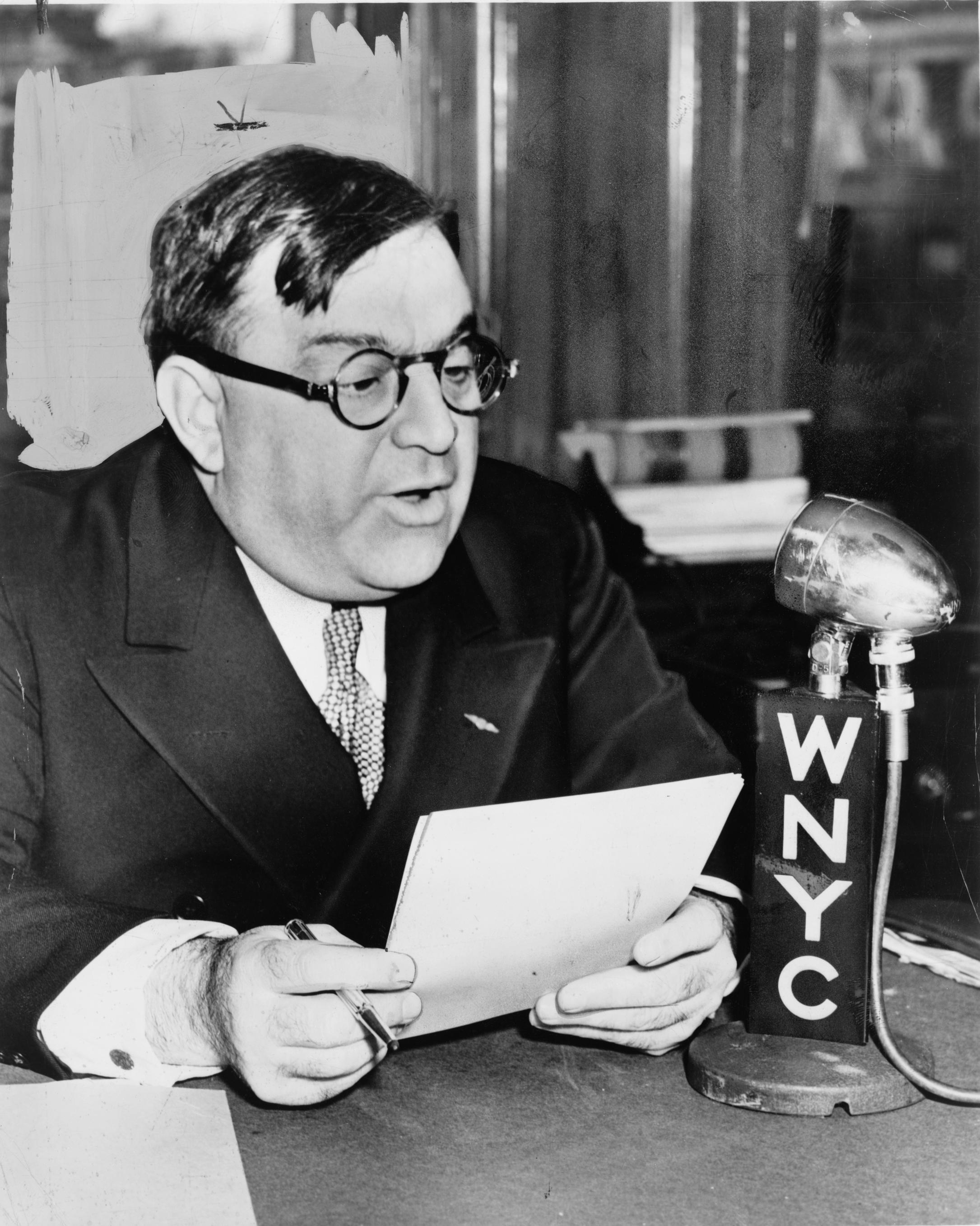
Fiorello LaGuardia

Le New York State Censorship Board (en) lui avait refusé un visa d'exploitation, il fut montré pendant 2 semaines à New York : le maire de New York, Fiorello LaGuardia, avait refusé un appel de The Steuben Society of America. Même si elle se déclarait être neutre et ne pas embrasser les thèses nazies, elle prétendait que ce film incitait à la haine contre les Allemands et qu'il pouvait diviser la communauté allemande installée aux États-Unis. À Chicago, le film fut montré seulement après que le titre ait été changé en Hitler Reigns pour satisfaire le consul allemand.

## Réception
Mordaunt Hall en fit une critique négative dans le The New York Times, lui reprochant un manque de subtilité et d'humour : « Hitler's methods are scourged by Messrs. Vanderbilt and Hill, but their words would be infinitely more effective if they were endowed with a slight degree of subtlety and a sense of humor. Mr. Vanderbilt declares that Hitler rules by "a reign of terror, with spies, skulking figures and threatening voices." In a previous sequence Mr. Hill speaks of the World War as a "red nightmare" and says that "Satan in hell must have laughed as he surveyed the spectacle of wholesale destruction" » (« Les méthodes d'Hitler sont décriées par MM. Vanderbilt et Hill, mais leurs propos seraient infiniment plus efficaces s'ils étaient dotés d'un léger degré de subtilité et d'un sens de l'humour. M. Vanderbilt déclare que Hitler gouverne par "un règne de terreur, avec des espions, des silhouettes furtives et des voix menaçantes". Dans une séquence précédente, M. Hill parle de la guerre mondiale comme d'un "cauchemar rouge" et dit que "Satan en enfer a dû rire en contemplant le spectacle de la destruction à grande échelle" »).
Film Daily (en) ne crut pas à la prédiction qui faisait de Hitler une menace pour la paix mondiale, et qu'en plus des juifs, les catholiques et les protestants devaient se sentir menacés ; et pour l'hebdomadaire, le film n'apportait rien à ce qu'on connaissait déjà du nazisme.
Pour Bruno Mestdagh, de la Cinémathèque royale de Belgique : « L'intérêt de ce film n'est pas cinématographique -il est plutôt mal monté et mal filmé- mais historique. C'est un témoignage essentiel ».

## Postérité
Une copie du film (qu'on pensait perdu) fut retrouvée en 2013 à la Cinémathèque royale de Belgique par Nicolas Mazzanti, Bruno Mestdagh et Roel Vande Winkel.